# مزاب (ليساسفة)
مزاب هو دُوَّار يقع بجماعةجمعة  الفضالات  ، سيدي الخياطي ، جهة الدار البيضاء سطات في المملكة المغربية. يقدر عدد سكانه بـ 1461 نسمة حسب الإحصاء الرسمي للسكان والسكنى لسنة 2004.

## روابط خارجية
- البوابة الوطنية للجماعات الترابية نسخة محفوظة 12 مارس 2018 على موقع واي باك مشين.
- المندوبية السامية للتخطيط